# William Frank Harding Ansell
William Frank Harding Ansell (* 13. Juni 1923 in Devoran, Truro, Cornwall, England; † 12. Dezember 1996 in Penzance, Cornwall, England) war ein britischer Mammaloge. Sein Forschungsschwerpunkt waren die Säugetiere im südöstlichen Afrika.

## Leben
Ansell war der Sohn von Frank Harding und Henrietta Ansell. Er wurde an der Penzance County School und am St. Luke’s College in Exeter ausgebildet, wo er 1942 das Lehrerdiplom erlangte. Im Alter von 19 Jahren trat er in die British Army ein, wo er in der zweiten Hälfte des II. Weltkriegs am Burmafeldzug teilnahm. Er kämpfte in der Einheit der 3rd Gurkha Rifles an der Seite des Karen-Volks. Nach der Beförderung zum Captain diente er bei der Force 136 und war beim Nachschub tätig. Am Ende des Krieges blieb er für mehrere Monate mit der Armee in Burma. In dieser Zeit hatte er die Gelegenheit, zoologische Feldarbeit zu betreiben. Diese Aktivitäten führten 1947 zu seiner ersten Publikation über den Status des Nördlichen Sumatranashorns in Burma. Von 1947 bis 1974 war er Wildwart im Protektorat Nordrhodesien (seit 1964 Sambia). 1960 wurde er an der University of Liverpool zum Ph.D. promoviert. 1963 gründete er gemeinsam mit dem Ornithologen Constantine Walter Benson die Wildtierzeitschrift Puku. 
1958 verfasste Ansell die wissenschaftliche Erstbeschreibung zur Cansdales Sumpfratte (Malacomys cansdalei) aus Ghana. Während der 1960er Jahre studierte Ansell die Litschi-Antilopen im südlichen Zentralafrika. 1969 beschrieb er die Unterart Tragelaphus strepsiceros burlacei des Kap-Großkudus.
Ansell verstarb am 12. Dezember 1996 im West Cornwall Hospital in Penzance im Alter von 73 Jahren an den Folgen eines Krebsleidens.

## Dedikationsnamen
Nach Ansell sind die Ansell-Afrikawaldmaus (Hylomyscus anselli), Ansells Graumull (Fukomys anselli), Ansells Spitzmaus (Crocidura ansellorum), Ansells Epaulettenflughund (Epomophorus anselli) und der Upemba-Litschi (Kobus leche anselli) benannt. 1960 benannte Charles M. N. White (1914–1978) die Unterart Cisticola textrix anselli des Pinkpink-Zistensängers zu Ehren von William Frank Harding Ansell.

## Schriften (Auswahl)
- Mammals of Northern Rhodesia – A Revised Check List with Keys, Notes on Distribution, Range Maps, and Summaries of Breeding and Ecological Data, 1960
- Order Artiodactyla. S. 1–84 in The Mammals of Africa: An Identification Manual, J. Meester, H. W. Setzer (Hrsg.), Smithsonian Institution Press, Washington, D.C., 1972
- Some Mammals from Zambia and Adjacent Countries, 1974
- The Mammals of Zambia, 1978
- Mammals of Malawi: An Annotated Check List and Atlas, 1988
- African Mammals, 1938–88, 1989